# Cos consular
El cos consular (del francès: Corps consulaire i abreujat habitualment CC) és un concepte anàleg al cos diplomàtic, i la denominació col·lectiva del conjunt de funcionaris consulars residents en una ciutat que no és la capital de l'estat davant el qual estan acreditats. Generalment, el degà del cos consular - tal com passa amb el del cos diplomàtic és el de major antiguitat en el seu càrrec. El degà representa el cos consular davant dels funcionaris del país amfitrió en assumptes de caràcter protocol·lari o administratiu referits a l'esmentat cos en el seu conjunt.
"Tot i que els ambaixadors i el personal diplomàtic es dediquen a millorar totes les categories de la relació bilateral amb el país d'acollida, el cos consular s'encarrega de tenir cura dels seus propis estrangers al país d'acollida."